# Longitarsus quadriguttatus
Longitarsus quadriguttatus es una especie de insecto coleóptero de la familia Chrysomelidae. Fue descrita científicamente en 1765 por Pontoppidan.